# Sumy bajońskie
Sumy bajońskie – olbrzymie sumy, jakie Księstwo Warszawskie było winne cesarzowi Napoleonowi (około 20 milionów franków).

## Geneza
Geneza sum bajońskich sięga czasu, gdy po rozbiorach rząd pruski udzielał kredytów mieszkańcom pierwszego, drugiego i trzeciego zaboru pruskiego. Na mocy pokoju w Tylży drugi i trzeci zabór oraz część pierwszego, a wraz z nimi zadłużeni u rządu pruskiego mieszkańcy tych terenów, znalazły się pod władzą Napoleona, który z większości tych ziem utworzył Księstwo Warszawskie. Wraz z cesją terytorialną Napoleon stał się wierzycielem sum, które osoby prywatne – mieszkańcy tych ziem byli dłużni rządowi pruskiemu. Następnie Francuzi na mocy porozumienia w Bajonnie przekazali ową wierzytelność (oszacowaną na ponad 40 milionów franków) Księstwu Warszawskiemu, które w zamian za to zobowiązane było wypłacić Napoleonowi 20 milionów franków (czyli właśnie tak zwane sumy bajońskie). Pozornie więc cesarz sprezentował księstwu ponad 20 milionów franków. 

## Spłata
Pieniędzy tych jednak Księstwo nigdy nie otrzymało, gdyż sumy bajońskie było trzeba szybko spłacić Francuzom, co spowodowało duże problemy dla budżetu Księstwa, a tymczasem zadłużenie osób prywatnych, z którego miano finansować sumy bajońskie było bardzo trudne do wyegzekwowania i rządowi Księstwa udało się to tylko w nieznacznym stopniu w związku z jego krótką egzystencją. Hojne udzielanie pożyczek na niekorzystnych warunkach (licytacja mienia do całkowitej wartości pożyczki, nie do wartości zaległych płatności) osobom które nie miały odpowiedniej zdolności kredytowej, uważane jest za celową politykę rządu pruskiego mającą na celu przejęcie polskich majątków przez poddanych pruskich. Niektórzy badacze wskazują też na wielką korupcję panującą w latach 1795–1806 na obszarach zaboru pruskiego na rynku kredytów i nieruchomości, a także na powszechną spekulację gruntami. Te zjawiska doprowadziły do tego, że kwota zobowiązań nie znajdowała odzwierciedlenia w realnej wartości przejętych majątków. Po kongresie wiedeńskim, wraz z likwidacją Księstwa Warszawskiego, wierzycielem prywatnych mieszkańców stał się ponownie król pruski.
Określenie sumy bajońskie weszło do języka potocznego, jako określenie olbrzymich, wręcz bajecznych, nieosiągalnych kwot.